# Pou i font del Carrer del Pou
El pou i font del Carrer del Pou és un conjunt dins del nucli urbà de la població de Ventalló (Alt Empordà), a la part nord-est del terme, al bell mig del Carrer del Pou. Tot el conjunt es troba construït al bell mig d'un solar entre mitgeres, amb tanca delimitadora. És format per un pou cobert i dues fonts o brolladors, de recent construcció, que l'acompanyen. El pou és de planta quadrada, bastit amb lloses de pedra i emmarcat dins d'una estructura d'obra, que sustenta un mecanisme de ferro utilitzat per extreure el líquid. El pou es troba a l'interior d'una caseta de planta rectangular amb coberta de dues vessants, bastida amb maons. Presenta dues portes obertes per accedir-hi, una a cada extrem de la construcció. A l'exterior, adossades als murs de la caseta, hi ha dos fonts de recent construcció, bastides amb maons. La caseta està arrebossada i pintada de color blau, amb les cantonades i els emmarcaments de les obertures de color grana.

## Descripció
1. ↑  «Pou i font del carrer del Pou». Inventari del Patrimoni Arquitectònic de Catalunya.   Direcció General del Patrimoni Cultural de la Generalitat de Catalunya. [Consulta: 1r setembre 2015].